# Srpski trobojni gonič
Srpski trobojni gonič (serbisk trefärgad stövare) är en hundras från Serbien. Den är en drivande hund av braquetyp (stövare). Rasen har samma ursprung som srpski gonič som den skildes från 1946. 1950 visades rasen för första gången på hundutställning i Belgrad. 1961 erkändes rasen av Fédération Cynologique Internationale (FCI).